# Józef Wiczkowski
Józef Wiczkowski (ur. ok. 1860, zm. 28 listopada 1924) – polski lekarz z tytułem doktora.

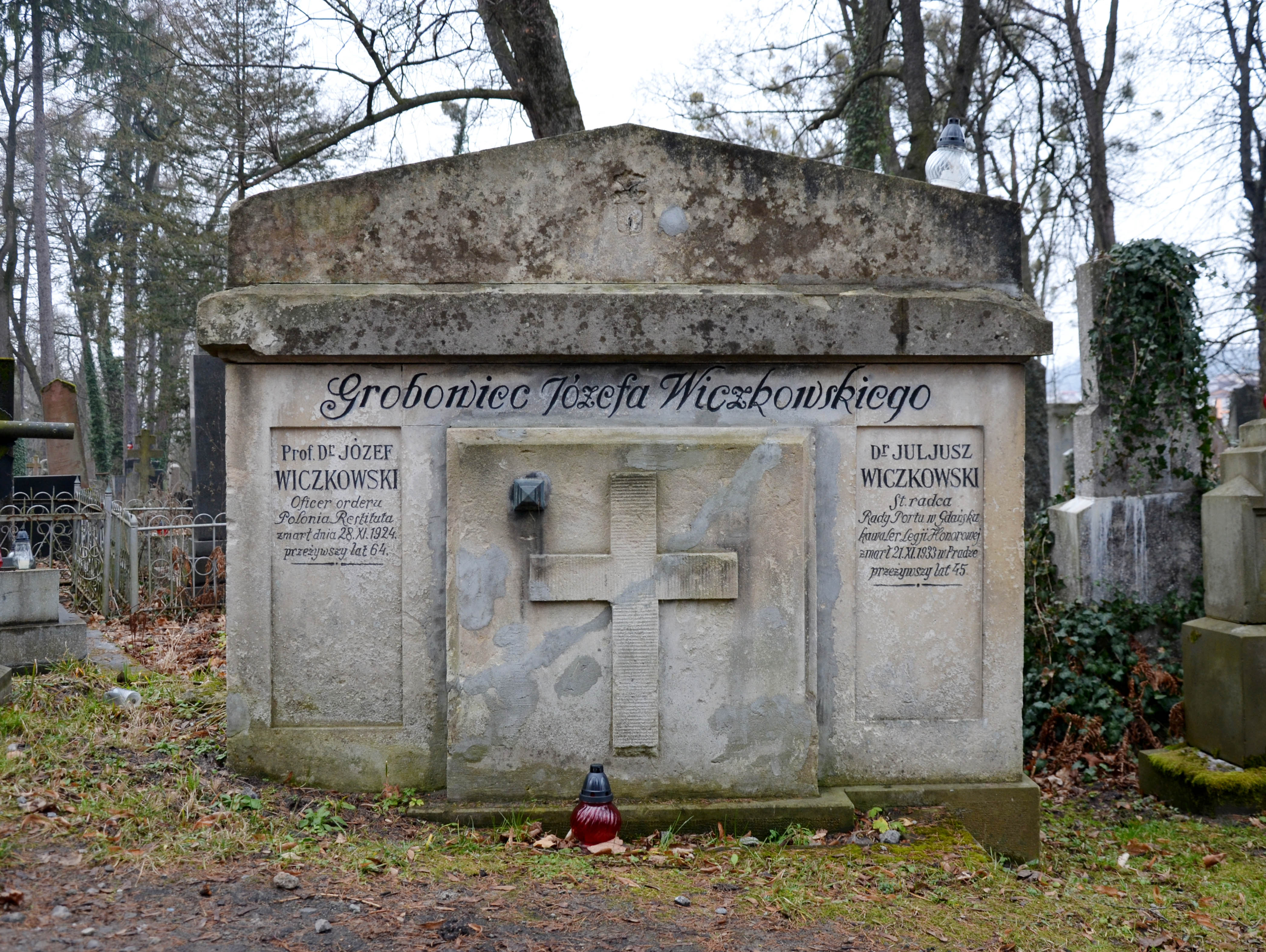
Grobowiec Józefa Wiczkowskiego

## Życiorys
Uczył się w C. K. Gimnazjum w Stanisławowie, gdzie w 1877 ukończył z wynikiem celującym VIII klasę i zdał chlubnie egzamin dojrzałości (w jego klasie byli m.in. Jan Hanusz, Franciszek Majchrowicz, Karol Zaleski). Ukończył studia medyczne na Collegium Medicum Uniwersytetu Jagiellońskiego. Studia uzupełniał w Berlinie i w Paryżu. Został lekarzem z tytułem doktora i około 1886 osiadł we Lwowie, pracując w tym mieście. Od października 1897 zamieszkiwał przy ul. Tadeusza Kościuszki 4. W czerwcu 1900 będąc docentem Wydziału Lekarskiego Uniwersytetu Lwowskiego został mianowany stałym prymariuszem oddziału chorób wewnętrznych szpitala powszechnego we Lwowie (objął stanowisko po śmierci dr. Widmana). W lipcu 1900 wyjechał na kongres lekarzy organizowany w Paryżu. 3 stycznia 1906 został mianowany przez cesarza Franciszka Józefa profesorem Uniwersytetu Lwowskiego. Według stanu z 1914 był wiceprezesem Krajowego Związku Zdrojowisk i Uzdrowisk we Lwowie, a w strukturze tegoż wiceprezesem sekcji balneolekarskiej.
Zmarł 28 listopada 1924 w wieku 64 lat. Został pochowany na Cmentarzu Łyczakowskim we Lwowie.

## Publikacja
- Lwów, jego rozwój i stan kulturalny oraz przewodnik po mieście (1907)

## Odznaczenia i ordery
- Krzyż Oficerski Orderu Odrodzenia Polski (2 maja 1923)[11][12]
- Krzyż Kawalerski Orderu Franciszka Józefa – Austro-Węgry (1910, w uznaniu wybitnie zasłużonej działalności dla Towarzystwa „Czerwonego Krzyża”)[13][14][15].